# 10149 Cavagna
10149 Cavagna è un asteroide della fascia principale. Scoperto nel 1994, presenta un'orbita caratterizzata da un semiasse maggiore pari a 2,1810037 UA e da un'eccentricità di 0,0279622, inclinata di 6,11698° rispetto all'eclittica.
L'asteroide è dedicato all'astronomo italiano Marco Cavagna.